# Radioamadorismo no Brasil

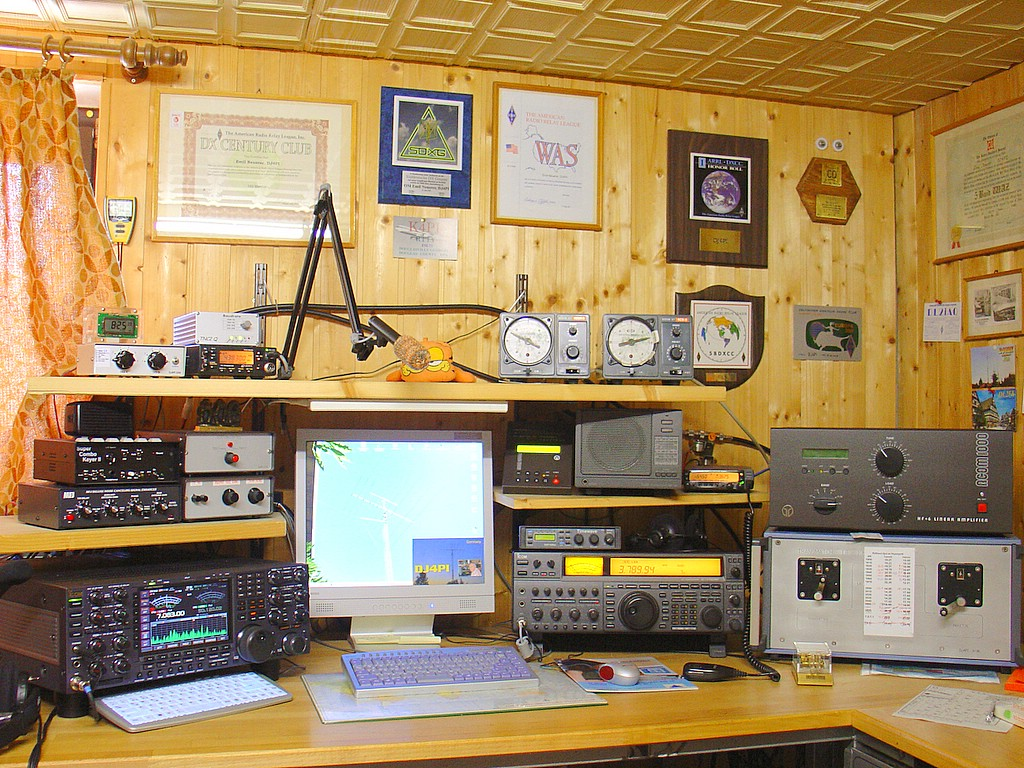
O 'shack' de um radioamador

Radioamador ou radioamadora é a pessoa habilitada pelo governo para operar uma estação de radiocomunicações amadora no Brasil. Esta atividade está regulamentada pela Resolução n° 449, de 17 de novembro de 2006da Agência Nacional de Telecomunicações, órgão responsável pela regulação do serviço de telecomunicações no Brasil.

## Calamidades públicas
Num país de dimensões continentais como o Brasil, a necessidade de sistemas de comunicação instantânea não convencional é de extrema importância em caso de falha nos sistemas convencionais. Por este motivo foi criada uma rede de radioamadores para prevenir e procurar auxiliar os órgãos oficiais de salvamento, resgate e prevenção às calamidades denominada Rede Nacional de Emergência de Radioamadores (RENER).

## Quem realiza o serviço de Radioamador
De acordo com texto traduzido do inglês, o (sic)...Radioamador é o cidadão que se interessa pela radiotécnica, sem fins lucrativos, tendo por objetivo a intercomunicação, a instrução pessoal e os estudos técnicos.
E ainda conforme as páginas da Anatel:
O Serviço de Radioamador é um serviço de radiocomunicações, realizado por pessoas autorizadas, que se interessem pela radiotécnica, sem fins lucrativos, tendo por objetivo a intercomunicação, a instrução pessoal e os estudos técnicos, sendo vetado a utilização para outros fins.
No Brasil e em todos os países do mundo é vetada a utilização do serviço de radioamadorismo para outros fins que não os descritos acima.
O serviço de radioamador no Brasil é outorgado pelo governo a pessoas físicas ou jurídicas habilitadas as quais devem obter antes o COER - Certificado de Operador de Estação de Radioamador.

## Habilitação ao serviço de Radioamador
A estação de radiocomunicação consiste basicamente num equipamento de radiocomunicação, linha de transmissão e antena. Para que o cidadão ou empresa possa operar um  sistema destes, é necessário ser habilitado. 
No primeiro caso é necessário a habilitação de radioamador. Para ser portador desta existem uma série de procedimentos burocráticos que devem ser observados e seguidos, pois a responsabilidade de se operar uma estação de rádio de grande potência, alcance, e múltiplas freqüências de operação com possibilidade de interferências inclusive em serviços públicos e de segurança é grande. 
De acordo com a Resolução nº 449, de 17 de novembro de 2006, que aprovou o Regulamento do Serviço de Radioamador, Licença para operar uma estação de radioamador é pessoal e intransferível, devendo incluir obrigatoriamente o nome do autorizado, sua categoria, o indicativo de chamada da estação e a potência concedida. A licença permite ao radioamador usar todas as radiofrequências reservadas para a sua categoria, de acordo com o Regulamento sobre Condições de Uso de Radiofrequências para Estações do Serviço de Radioamador. 
A autorização para a execução do serviço de radioamadorismo concedida pelo Governo Federal é precedida de provas executadas pelo candidato onde são avaliadas suas capacidades operacionais, seus conhecimentos da legislação das telecomunicações, de ética operacional, além da suas capacidades técnicas, no manuseio e conhecimento teórico de rádio transceptores, equipamentos, antenas e afins.   
O exame de avaliação é promovido pela Anatel. Tanto as inscrições quanto o calendário de provas disponível pode ser acessado através do Sistema de Emissão de Certificado (SEC) da Anatel.

## COER
O COER, Certificado de Operador de Estação de Radioamador, é a habilitação do responsável pela estação de radioemissão-recepção. O documento é necessário estar sempre com seu titular no momento da operação de uma estação de radioamadorismo. Esse Certificado é um documento expedido pela Anatel à pessoa física que tenha comprovado ser possuidora de capacidade técnica para operar estação de radioamador.

## Classes de Radioamadores

### Classe C
Aos aprovados nos testes de:
1. Técnica e Ética Operacional
2. Legislação de Telecomunicações

#### Técnica e Ética Operacional
Teste de avaliação composto por 20 questões em 60 minutos, índice de aprovação de 70%, ou seja, 14 respostas certas.

#### Legislação de Telecomunicações
Teste de avaliação composto por 20 questões em 60 minutos, índice de aprovação de 70%, ou seja, 14 respostas certas.

### Classe B
Aos aprovados nos testes de:
1. Técnica e Ética Operacional
2. Legislação de Telecomunicações
3. Conhecimentos Básicos de Eletrônica e Eletricidade
4. Transmissão e Recepção Auditiva de Sinais em Código Morse

#### Técnica e Ética Operacional
Teste de avaliação composto por 20 questões em 60 minutos, índice de aprovação de 70%, ou seja, 14 respostas certas.

#### Legislação de Telecomunicações
Teste de avaliação composto por 20 questões em 60 minutos, índice de aprovação de 70%, ou seja, 14 respostas certas.

#### Conhecimentos Básicos de Eletrônica e Eletricidade (Radioeletricidade)
Teste de avaliação composto por 20 questões em 60 minutos, índice de aprovação de 50%, ou seja, 10 respostas certas.

#### Transmissão e Recepção Auditiva de Sinais em Código Morse
Os testes de Transmissão e Recepção Auditiva de Sinais em Código Morse serão constituídos de textos em linguagem clara, com 125 (cento e vinte e cinco) caracteres (letras, sinais e algarismos) cada um
deles, transmitidos em 5 (cinco) minutos e recebidos em igual período.
Só será considerado aprovado no exame de código Morse o candidato que tiver conseguido acertar, no mínimo, 87 (oitenta e sete) caracteres em cada uma das provas, ficando reprovado quem não atingir estes valores quer em transmissão, quer em recepção.
Observações
Para promoção de classe C para B, segundo interpretação dada pela ANATEL ao Regulamento do Serviço de Radioamador, anexo à Resolução n.º 449/2006, não é necessário realizar novamente provas de Técnica e Ética Operacional e Legislação de Telecomunicações.
Aos radioamadores classe "C", menores de 18 anos, decorridos dois anos da data de expedição do COER classe "C".

### Classe A
Aos radioamadores classe "B", decorrido um ano da data de expedição do COER classe "B" e aprovados no teste de Conhecimentos Técnicos de Eletrônica e Eletricidade, conforme interpretação dada pela ANATEL ao Regulamento do Serviço de Radioamador, anexo à Resolução n.º 449/2006, constante do documento denominado Procedimentos de Testes de Comprovação de Capacidade Operacional e Técnica.

#### Conhecimentos técnicos de eletrônica e eletricidade (Radioeletricidade)
Teste de avaliação composto por 20 questões em 60 minutos, índice de aprovação de 70%, ou seja, 14 respostas certas.

## Licença para funcionamento de estação de Radioamador
Segundo a regulamentação pertinente, estação de Radioamador é um conjunto operacional de equipamentos, aparelhos, dispositivos e demais meios necessários à execução do Serviço de Radioamador, seus acessórios e periféricos e as instalações que os abrigam e complementam, concentrados em locais específicos, ou alternativamente, um terminal portátil.
Além do COER, caso o radioamador queira operar estação própria, é necessário obter uma licença para o funcionamento da estação, podendo esta ser solicitada por pessoas físicas ou jurídicas, sendo para a segunda necessária a solicitação por um radioamador classe A que será responsável pela estação. A licença para funcionamento da estação de radioamador não é obrigatória pois o operador habilitado pode operar qualquer estação que já esteja licenciada. Fazendo-se uma analogia simples com o sistema de trânsito, o COER seria a carteira de motorista e a licença de estação seria o documento do veículo, sendo o indicativo de chamada a placa do veículo. É a licença da estação que informa que as condições técnicas, inclusive a sua localização, no caso de estações fixas ou repetidoras, foram aprovadas pelo órgão regulador, que no caso é a Anatel.
Podem obter licenças menores de idade, desde que sejam maiores de dez anos e que seus pais ou tutores se responsabilizem pelos seus atos e omissões. 
Para os radioamadores portugueses é liberada a licença após obterem o reconhecimento de igualdade de seus direitos e deveres em relação aos brasileiros.
A falta de licença é enquadrada como uso não autorizado de radiofrequência, sendo tipificado como crime pelo Art. 183 da Lei nº 9.472, de 16 de julho de 1997. O autor responderá processo perante a Justiça Federal mediante ação penal movida pelo Ministério Público Federal. A competência para a fiscalização de telecomunicações e de radiodifusão é da Anatel, que ainda poderá requerer apoio das forças policiais. Além disso, por ser tipificado como crime, também recai nas esferas de competência da Polícia Federal, Polícia Rodoviária Federal, Polícias Estaduais e da Polícia Municipal.

## Radioamador estrangeiro
Uma vez radioamador em seu país de origem, o estrangeiro poderá solicitar ao governo brasileiro a execução do serviço no país. As condições para tal são a existência de acordo internacional de reciprocidade de tratamento entre o Brasil e o país de origem do candidato, a apresentação de documentos que equivalem às licenças brasileiras e que não tenham prazo de validade vencido, passaporte ou carteira de identidade de estrangeiro com prazo de validade normal e a apresentação do CPF em situação regular.
A liberação do licenciamento para radioamadores estrangeiros se dá após o reconhecimento de reciprocidade de tratamento acordado entre o Brasil e os países destes.
Os Radioamadores funcionários estrangeiros de organismos internacionais dos quais o Brasil também participa, recebem a licença quando solicitada se estiverem prestando serviços em solo brasileiro.
A Lei portuguesaexpressa a relação entre o Certificado de Amador Nacional (CAN) e o Certificado de Operador de Estação de Radioamador (COER), sendo a relação:
- CAN - Classe 1 → COER - Classe A
- CAN - Classe 2 → COER - Classe B

## Patrono do radioamadorismo Brasileiro
Roberto Landell de Moura, nascido em Porto Alegre em 21 de janeiro de 1861, morreu em 30 de junho de 1928, teve formação eclesiástica em Roma, ordenado sacerdote em 1886, voltou para o Brasil e desempenhou atividades religiosas até a sua morte, em Porto Alegre. Em Roma iniciou seus estudos de física e eletricidade. No Brasil, como autodidata continuou seus estudos culminando na invenção do telefone sem fio.